# جوي ماكي
جوي ماكي (بالإنجليزية: Joe McKee) (30 أكتوبر 1992 بغلاسكو في المملكة المتحدة - ) هو لاعب كرة قدم بريطاني في مركز الوسط. شارك مع منتخب اسكتلندا تحت 19 سنة لكرة القدم. أما مع النوادي، فقد لعب مع بولتون واندررز ونادي بيرنلي ونادي سانت ميرين ونادي غرينوك مورتون ونادي ليفينغستون لكرة القدم.

## وصلات خارجية
- جوي ماكي على موقع قاعدة بيانات كرة القدم.إي يو (الإنجليزية)
- جوي ماكي على موقع Soccerbase.com (لاعب) (الإنجليزية)